# Monte Vineuo
O monte Vineuo (ou Oiautukekea) é a montanha mais alta da ilha Goodenough e de todas as ilhas D'Entrecasteaux, na Papua-Nova Guiné. Atinge 2536 m de altitude.

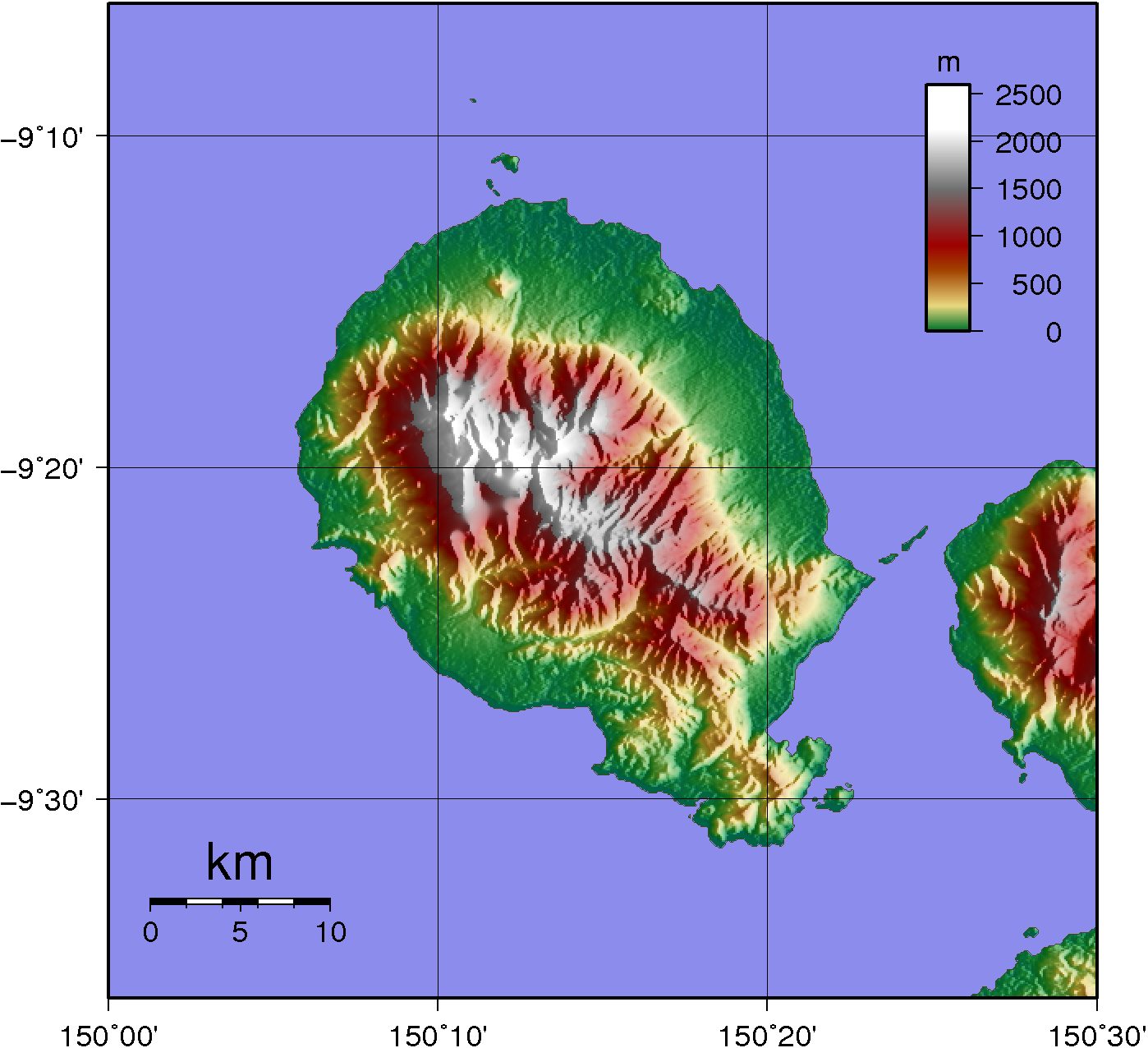
O monte Vineuo num mapa topográfico da ilha Goodenough.